# Кавканас
Кавкана̀с (на гръцки: Καυκανάς) е малък, ненаселен, остров в Северна Гърция, част от дем Аристотел, област Централна Македония. Островът е разположен в Орфанския залив, на североизток от село Олимпиада. На острова има няколко девствени плажа. Местна легенда твърди, че на него е погребана Олимпиада Македонска, майката на Александър Велики.
В 1991 година целият остров е обявен за защитена територия заради останките от класическо до византийско време.